# Libochovice (zámek)
Zámek Libochovice jsou zámecká budova se zahradami ve stejnojmenném městě v okrese Litoměřice v Ústeckém kraji. Zámek je chráněn jako národní kulturní památka. Spravuje ho Národní památkový ústav a v návštěvních hodinách je přístupný veřejnosti.
Předchůdcem zámku bývala gotická tvrz, kterou ve čtrnáctém století vlastnili Zajícové z Hazmburka. Od nich ji získali Lobkovicové, kteří na místě zchátralé tvrze postavili renesanční zámek. Jeho dochovaná podoba je až výsledkem razantní raně barokní přestavby iniciované Gundakarem z Ditrichštejna. Jeho potomkům zámek patřil do poloviny devatenáctého století. Tehdy jej sňatkem získali Herbersteinové, kterým byl v roce 1945 zkonfiskován a zestátněn.

## Historie

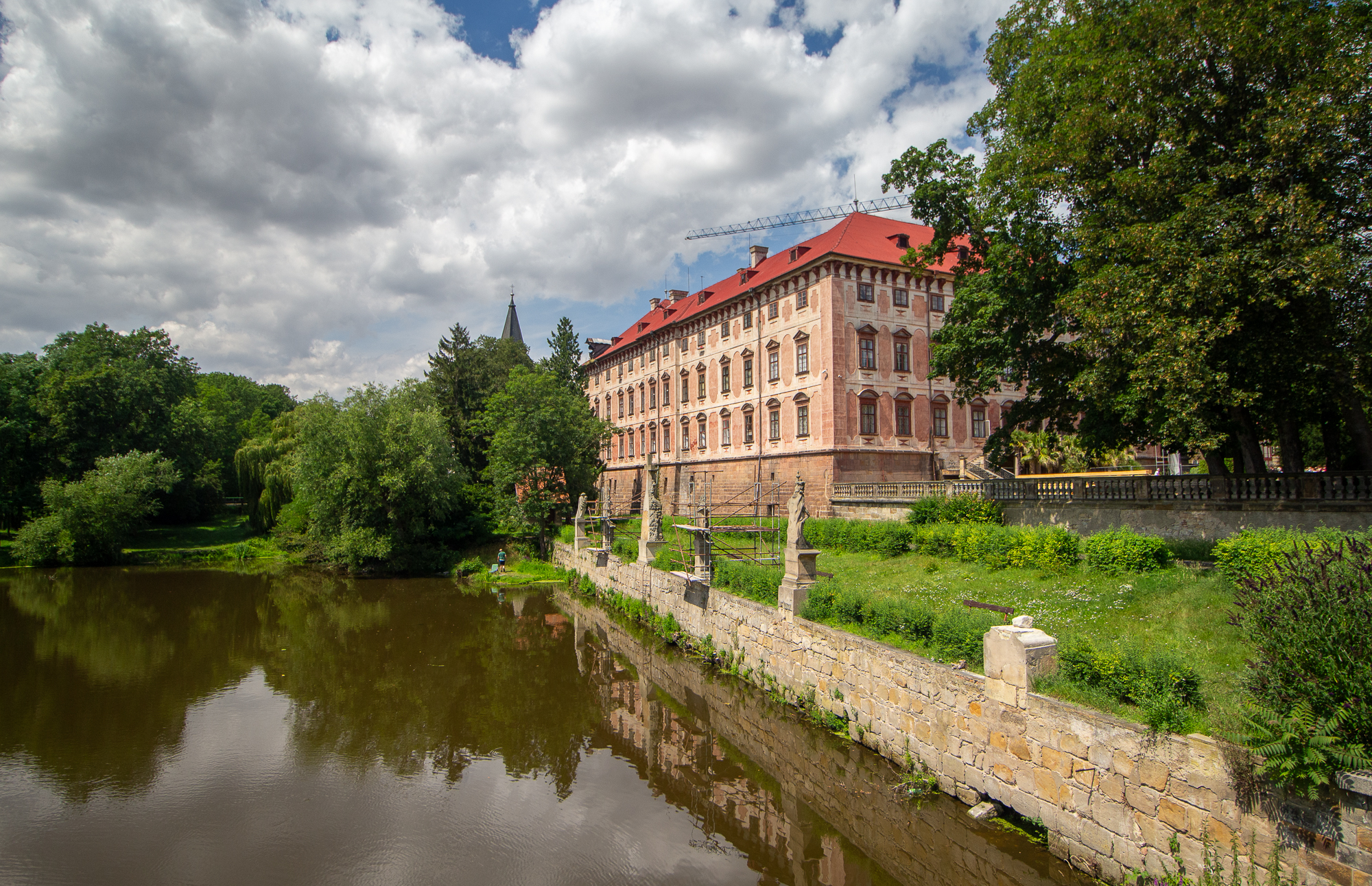
Pohled na zámek od jihovýchodu (od slepého ramena Ohře)

### Tvrz
Prvním panským sídlem v Libochovicích bývala tvrz připomínaná poprvé v roce 1335, kdy král Jan Lucemburský prodal hrad Hazmburk s městečkem Libochovice, tamní tvrzí a vesnicemi Radovesice, Lhota a Poplze za 2 300 kop českých grošů Zbyňku Zajícovi z Hazmburka. Ve čtrnáctém a patnáctém století se o tvrz dělili různí příslušníci rodu Zajíců z Hazmburka. Ve svém predikátu se po Libochovicích psala Anna, manželka Viléma Zajíce z Hazmburka, která v městečku roku 1398 založila kaplanství. Není jasné, na kolik částí byla tvrz rozdělena. Z Aninných šesti dětí v roce 1411 vlastnili tři díly tvrze Mikuláš a Jaroslav, z nichž Mikuláš o rok později dva díly prodal svému bratru Oldřichovi. Ten roku 1414 přikoupil ještě třetí díl tvrze.
Během husitských válek bylo podle Bohuslava Balbína městečko roku 1424 vypáleno vojskem Jana Žižky, ale není jasné, jestli byla dobyta i tvrz. Roku 1446 na tvrzi Zbyněk Zajíc z Hazmburka († 1463) hostil Oldřicha z Rožmberka a další pány. Zápisy v zemských deskách z let 1550 a 1553 uvádí tvrz jako pustou.

### Zámek

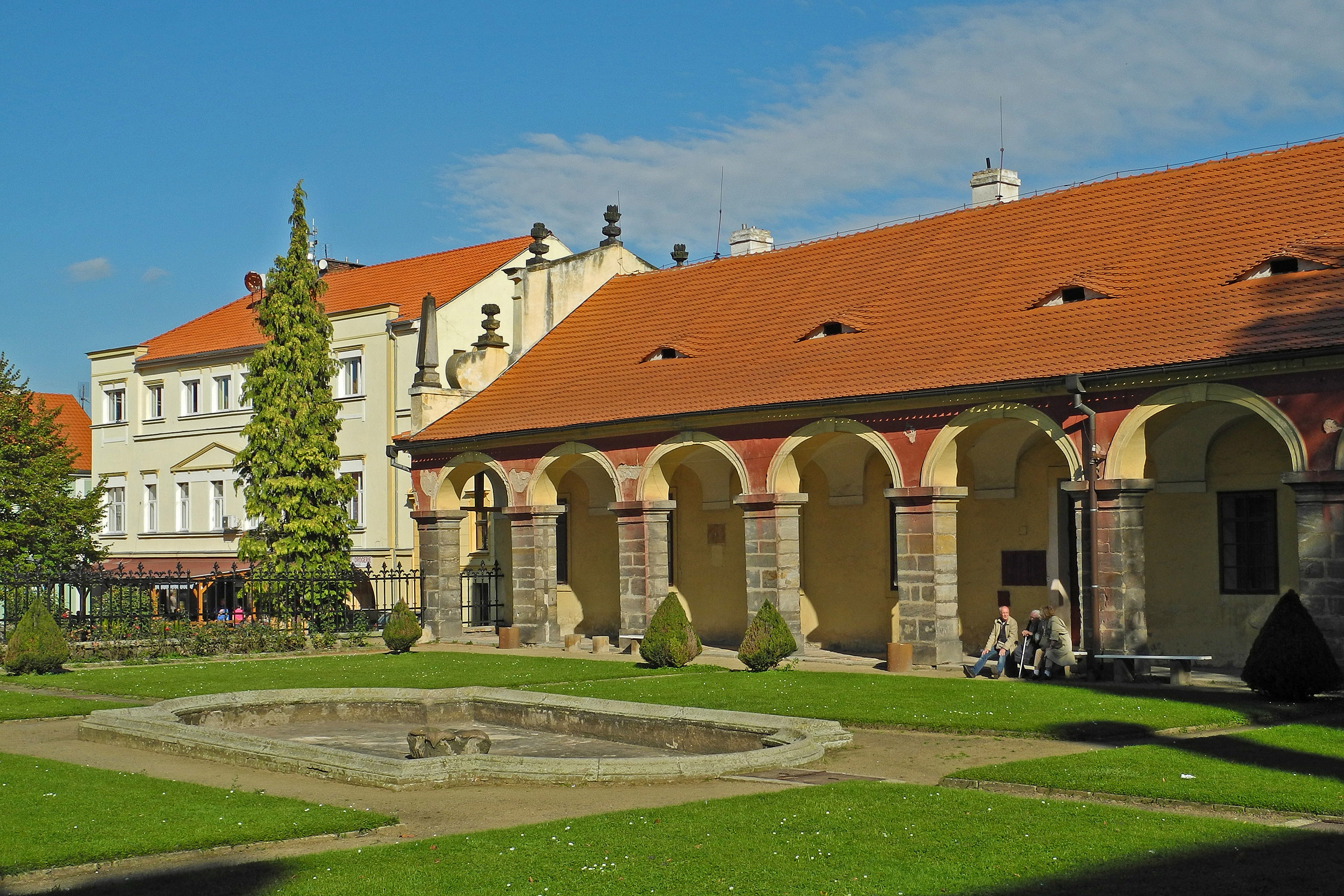
Severní část zahrady obrácená k libochovickému náměstí

Roku 1558 Kryštof Zajíc z Hazmburka prodal hazmburské panství Janu Popelovi z Lobkovic. Nový majitel v letech 1560–1564 pověřil mistra Jakuba stavbou nového zámku v renesančním slohu. Jan Popel na zámku v roce 1569 zemřel a statek po něm zdědil syn Jiří Popel z Lobkovic. Po jeho mocenském pádu v roce 1594 byl pořízen inventář zámeckého vybavení. Popisuje bohaté vybavení zámeckých pokojů tureckými koberci, nástěnným čalouněním vyšívaným stříbrem nebo zlatem a velké množství nábytku. K vybavení patřila také knihovna s 246 svazky nebo 69 obrazů a soch s převážně náboženskými motivy.
Na konci šestnáctého století Libochovice spravovala královská komora. Dne 22. srpna 1606 císař Rudolf II. poskytl libochovické panství k doživotnímu užívání Zikmundovi Báthorymu. Ten na zámku sídlil do roku 1610, kdy byl pro spiknutí proti císaři zatčen a uvězněn v Praze. Panství mu sice zůstalo (spravoval je hejtman Jak Kavkovec z Kavkovic), ale císař jej za půjčku 95 000 zlatých propůjčil Adamovi ze Šternberka. Po Zikmundově smrti v roce 1613 se Adam ze Šternberka stal jediným majitelem panství, které mu zůstalo až do roku 1619.

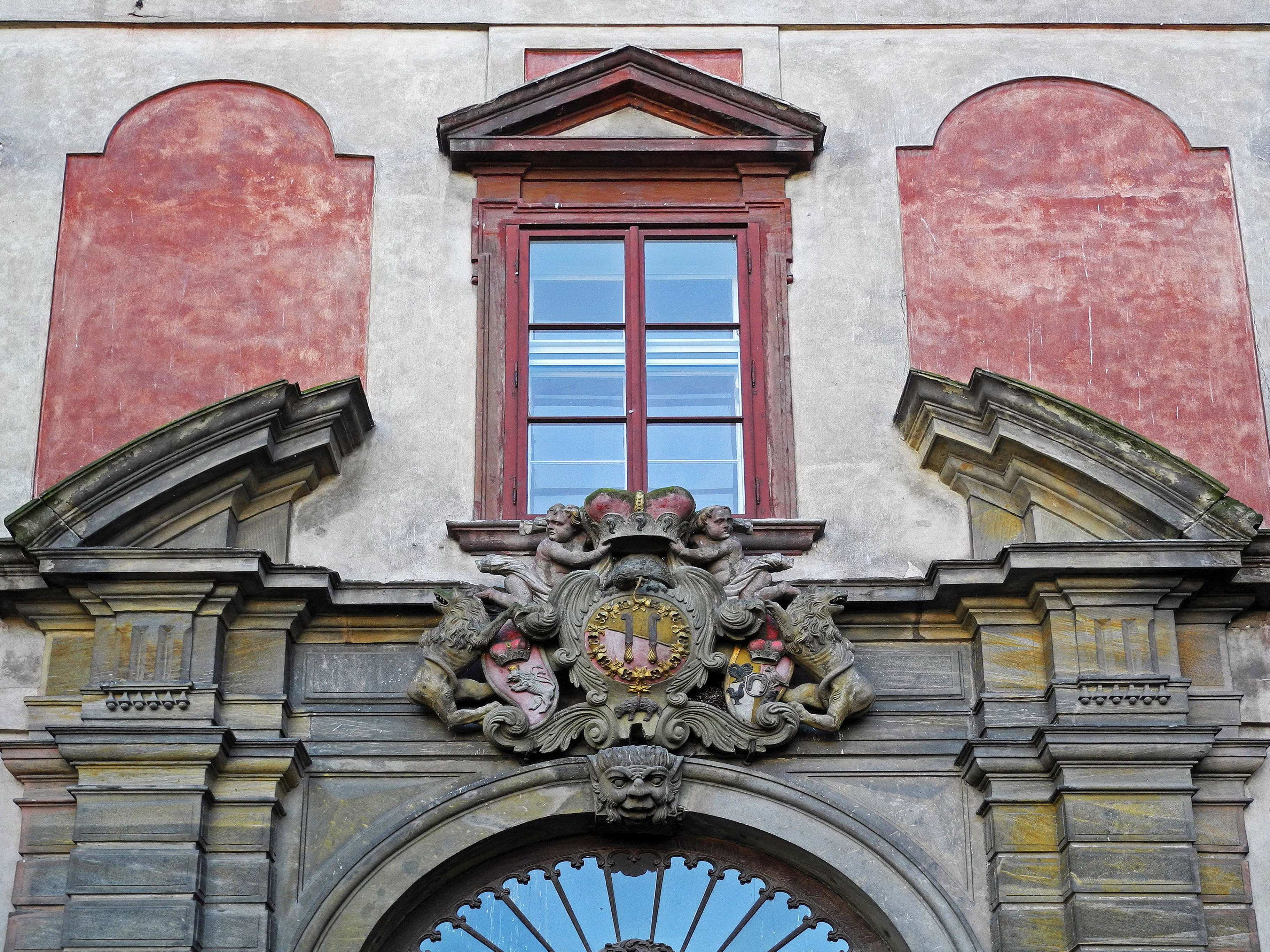
Erb rodu Ditrichštejnů nad portálem v severním průčelí

Adam ze Šternberka během stavovského povstání v letech 1618–1620 odjel ze země a jeho majetek zabraly stavy. V říjnu roku 1620 se na zámek před vzbouřenými sedláky uchýlil Jan Adam Nostic. Po potlačení povstání se Adam ze Šternberka na své statky vrátil, ale brzy zemřel a roku 1623 je zdědili jeho synové. František Matyáš ze Šternberka a jeho syn Václav Vojtěch ze Šternberka upřednostňovali Budyni nad Ohří a Václav Vojtěch roku 1676 libochovické panství prodal knížeti Gundakarovi z Ditrichštejna. V roce 1676 městečko postihl požár, při kterém byl poškozen i zámek. Gundakar z Ditrichštejna proto v letech 1682–1690 najal stavitele Antonia della Portu, aby vystavěl nový zámek. Stavba měla být hotova během tří let, ale kvůli nedostatku peněz se protáhla.
Ditrichštejnům zámek zůstal až do vymření rodu. Posledním mužským příslušníkem byl Josef z Ditrichštejna, jehož dcera Terezie se v roce 1849 provdala za Jana Bedřicha z Herbersteinu a Herbersteinům zámek zůstal až do roku 1945. V roce 1947 v zámku zřídilo libochovické Křenkovo vlastivědné muzeum pamětní světnici Jana Evangelisty Purkyněho (1787–1869), který se na zámku jako syn panského obročního narodil. Další významnou osobností spojenou se zámkem byl v devatenáctém století spisovatel František Turinský (1797–1852).

## Stavební podoba

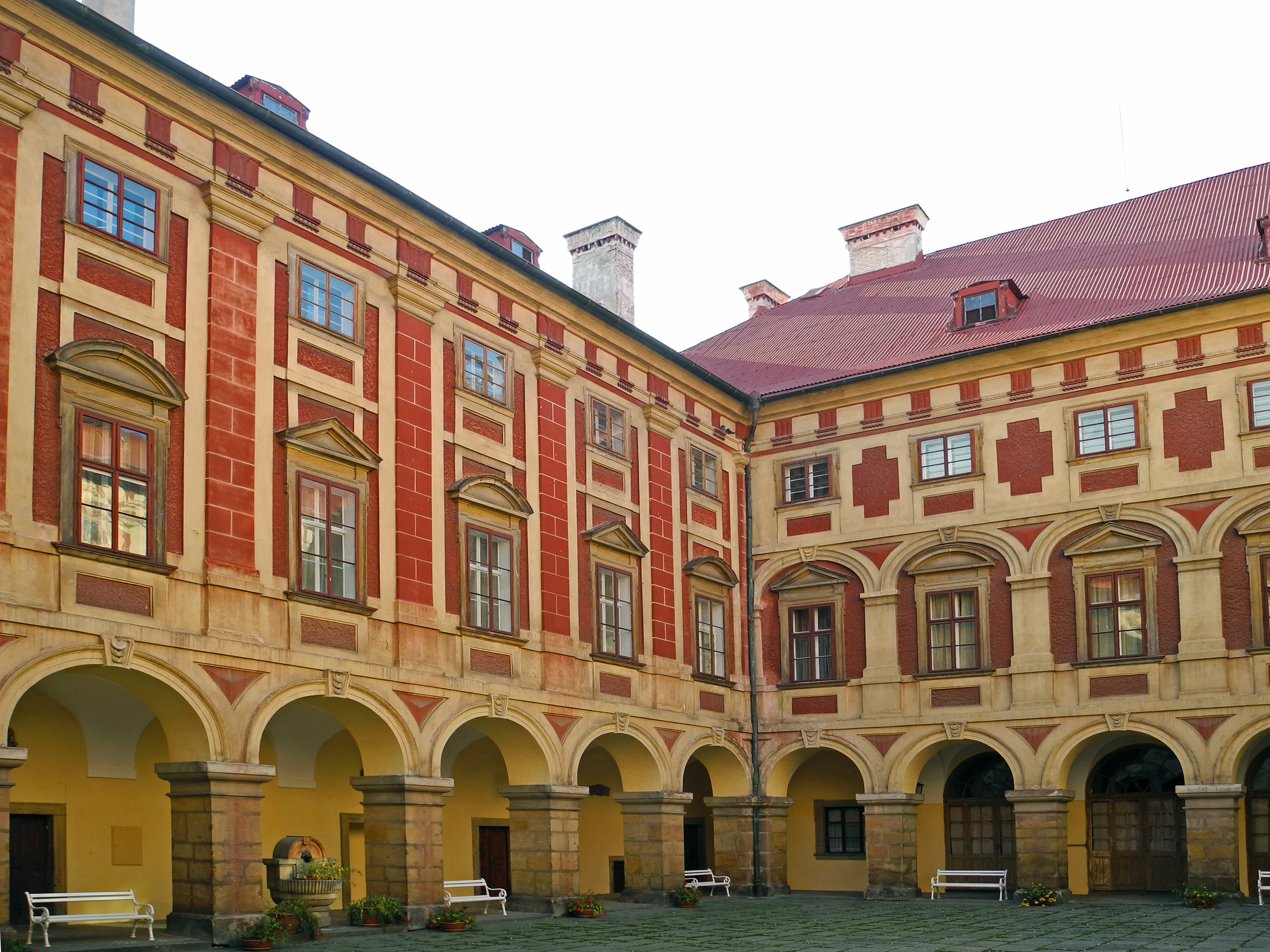
Nádvoří

Pozůstatky gotické tvrze se dochovaly v zámeckých sklepích. Gotického původu je také zámecká kaple a snad i ke kapli přistavěná věž. Věž s kaplí byly jistě součástí renesančního zámku, jehož zbývající zdivo bylo zahrnuto do barokní stavby. Renesanční jednopatrová stavba měla nejspíše čtyři křídla, která uzavírala centrální obdélníkový dvůr. Uvnitř se nacházelo 27 místností včetně dvou velkých sálů.
Při barokních úpravách byla zámecká budova zvýšena o patro a získala tak dochovanou podobu s přibližně obdélníkovým půdorysem. Fasády jsou členěné pravidelnými osami oken, která jsou zdobena segmentovými štíty v přízemí a trojúhelníkovými štíty v prvním patře. Jednotlivé okenní osy jsou vzájemně oddělené pásy vpadlých polí. Střed jižní strany je zdůrazněn nevýrazným dvouosým rizalitem. Dominantami východního průčelí orientovaného do zahrady jsou balkon a schodiště z počátku dvacátého století. Nádvoří lemují přízemní arkády, na severní straně slepé. Slepé arkády se nachází také v prvním patře východní a západní strany. Patra delší severní a jižní strany vizuálně propojují vysoké pilastry.
V parku stojí sala terrena, jejíž východní křídlo je sklenuté šesti poli křížové klenby podepřené dvojicí středních sloupků. Zdobí ji štuky, mozaiky z mušlí ze sedmnáctého století a iluzivní malba z osmnáctého století. Výzdoba je dílem italských umělců Jacoba Tencally a Giuseppa Mattoniho.

### Interiéry
Přízemní interiéry zámku jsou zaklenuté valenými klenbami s lunetami. Stropy v patrech jsou ploché. Zdobí je raně barokní štuky od D. Gaggia a snad i S. Bussiho. Doplňují je malby Jacoba Tencally a J. Mundona. Největším prostorem zámku je Saturnův sál. Jeho dominantou je velký krb, jehož římsu podpírají sochy dvou černochů. Nad římsou je štuková postava Saturna s amorky. Jeho autor nejspíše pocházel z okruhu spolupracovníků Antonia Porty a na výzdobě krbu se podílel Jan Brokoff.

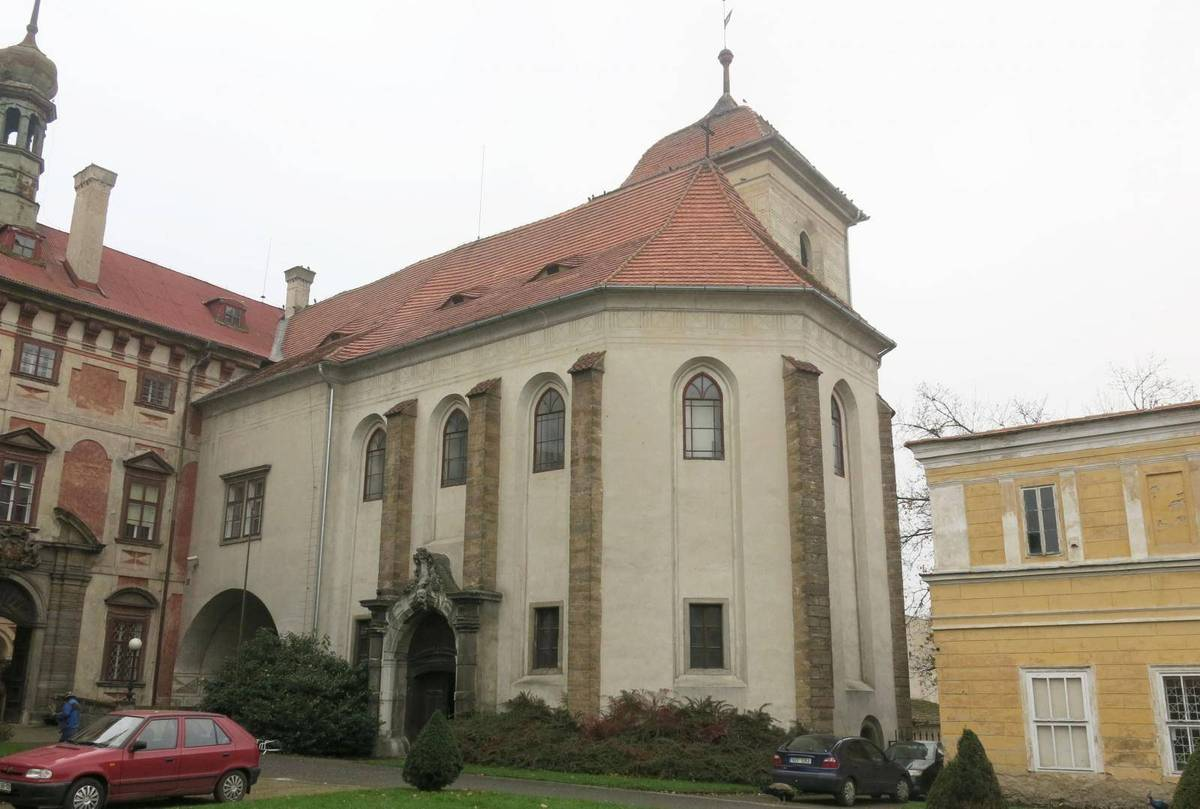
Kaple

Italské štuky a mytologické i alegorické malby se nachází také v dalších místnostech. K původnímu vybavení místností patří barokní kamna z modrých a bílých zdobených kachlů z roku 1685. Jsou dílem drážďanského mistra Georga Fischera. Z dalšího vybavení patří mezi zajímavosti například kopie obrazů hornoitalského mistra Jacopa Bassana, jejichž originály bývaly patrně ozdobou vyhlášených sbírek císaře Rudolfa II. na Pražském hradě. Pocházejí z konce sedmnáctého století a jsou mistrovským dílem Kristiána Schrödera. Zámecká galerie obsahuje Schröderovy kopie děl dalších mistrů: Tintoretta, Tiziana, Veronese nebo Rubense. Umělecké sbírky doplňují gobelíny z šestnáctého a sedmnáctého století nebo kamenina a čínský porcelán. Další dochované exponáty z druhé poloviny devatenáctého století jsou památkou na hraběte Josefa Herbersteina a jeho zahraniční cesty mimo Evropu.

### Kaple
K severnímu křídlu přiléhá, původně pozdně gotická, zámecká kaple Nejsvětějšího Srdce Ježíšova s trojboce uzavřeným presbytářem orientovaným k severu. Její dochovaná podoba je výsledkem renovace z počátku dvacátého století, kdy byl v roce 1902 osazen také vstupní portál dovezený z Vídně. V devatenáctém století byla kaple uvnitř rozdělena do dvou pater a upravena k hospodářským účelům.

### Park

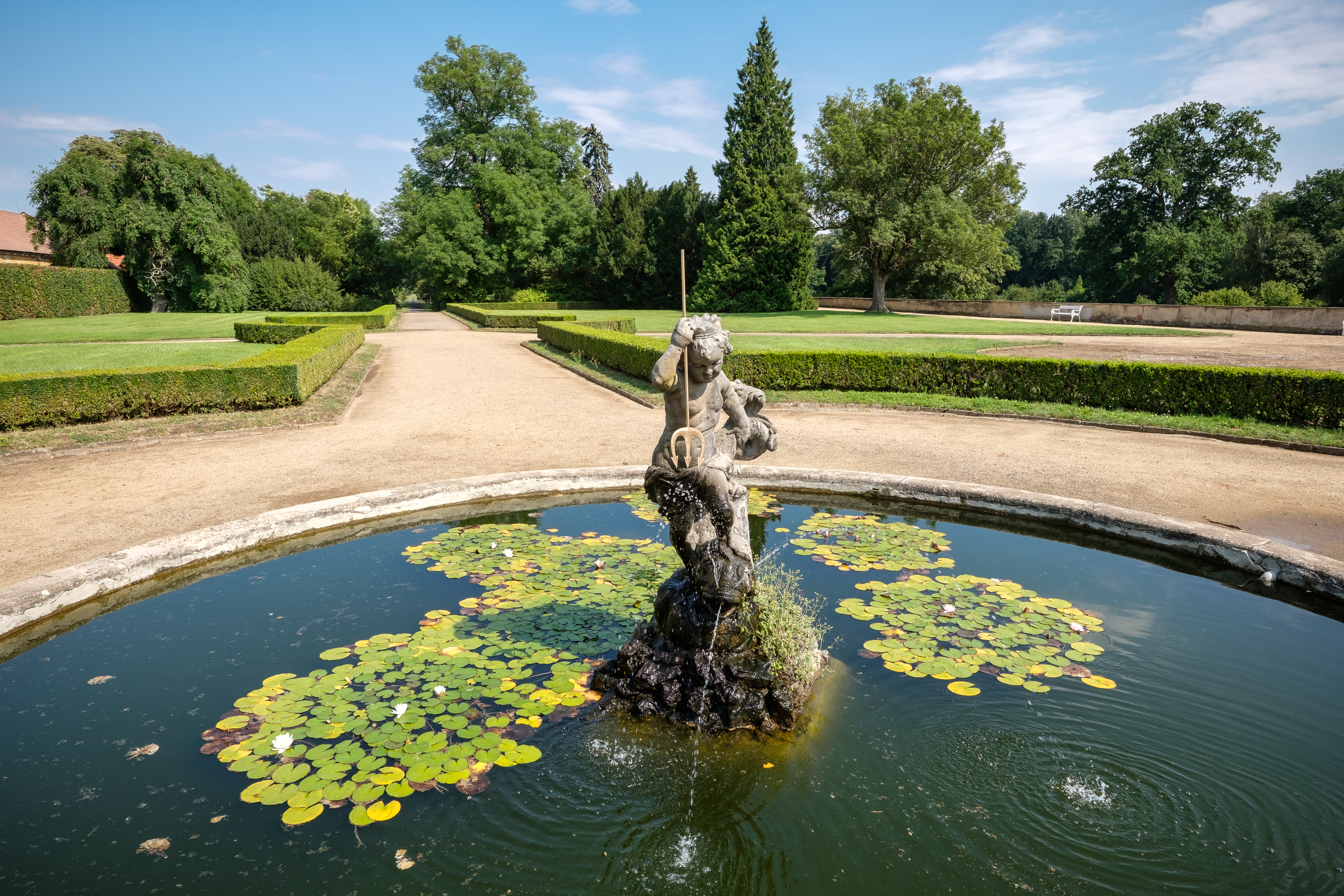
Fontána v zámecké zahradě

Plány zámeckého parku, založeného jako francouzská zahrada, pořídil roku 1683 knížecí zahradník Jan Tulipán podle návrhu Antonia della Porty. První zahradní stavbou se roku 1865 stala oranžérie. Byla využívána pro pěstování exotických rostlin. V zahradě jsou čtyři fontány, dílo kameníka Jakuba Mitthofera z roku 1689. Vodu do fontán přiváděl vodovod z vodárny v zámecké věži, který byl zásobován prameny z vrchů u Evaně. Na východním okraji na park navazovaly užitková zahrada a bažantnice. V užitkové zahradě na břehu řeky Ohře byla zřízena školka, ve které se pěstovaly tvarované ovocné stromky.

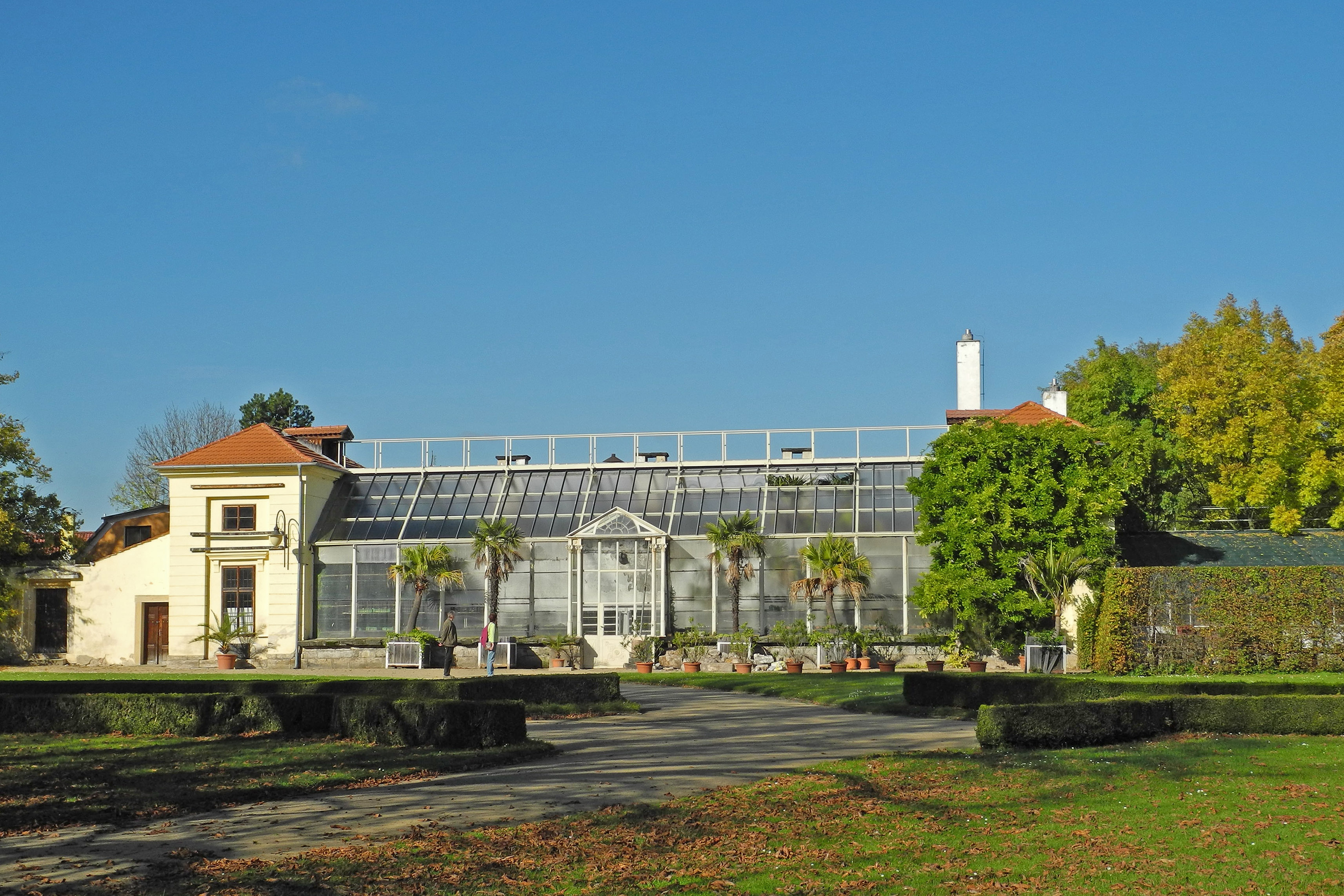
Oranžérie

Ve druhé polovině osmnáctého století zahrada zpustla. V roce 1821 vznikly plány na její úpravu na anglický park, ale první práce (obnova oranžérie) se uskutečnily až roku 1853. V roce 1912 však byla část parku před zámkem změněna podle původních Tulipánových plánů. Další velké obnovy se zahrada dočkala v letech 1953–1958.

## Zámek ve filmu
| Rok  | Počet návštěvníků |
| ---- | ----------------- |
| 2015 | 23 472            |
| 2016 | 25 106            |
| 2017 | 20 697            |
| 2018 | 20 410            |
| 2019 | 22 025            |

Od dvacátého století je zámek vyhledáván nejen návštěvníky, ale i filmaři a to i zahraničními produkcemi. Mezi jinými se zde natáčel americký seriál Twelve Monkeys nebo německý dokument Ottilia von Faber. V roce 2016 zde byla natočena reklama na iPhone 7 nazvaná Romeo and Juliet americké technologické firmy Apple. Odehrává se v vnitřních prostorech i ve venkovních prostorech zámku u slepého ramena Ohře. Byly zde také natočeny některé scény pro filmy Princ a já (2004), Zámek v Čechách (1993), Hodíme se k sobě, miláčku…? (1974), Anatomie zrady (2020), pohádky Jezerní královna (1998) a Sůva z nudlí (2006) a seriály 30 případů majora Zemana (díl Dáma s erbem) a Malý pitaval z velkého města (díl Jupiter).